# Nokia Lumia 520
Nokia Lumia 520 é um smartphone básico anunciado pela Nokia na Mobile World Congress de 2013. Seu sistema operacional de fábrica é o Windows Phone 8.
Em setembro de 2013, o Lumia 520 se tornou o dispositivo com Windows mais vendido no mundo, vendendo mais unidades que qualquer outro modelo de celulares Windows, PC ou tablet. Em julho de 2014, o Lumia 520 teve 12 milhões de ativações, e teve desempenhado um papel fundamental para a Nokia e Microsoft.
Ele chegou ao Brasil custando em torno de R$ 599,00. Algum tempo depois, já era possível encontrá-lo por um preço bem abaixo disso.
Duas variantes do Lumia 520, o Nokia Lumia 521 e 525, foram lançados mais tarde. Porém, no Brasil, nenhum dos dois foi lançado, e só estiveram a venda em alguns países da Europa e Estados Unidos.

## Hardware
O Lumia 520 vem em formato de barra com tela sensível ao toque de 4 polegadas super sensível. A visualização de ângulos é ligeiramente reduzida em comparação com outros telefones na linha Lumia. O Lumia 520 conta a resolução de  de tela de 800x480 como os mais caros, Lumia 620, 720 e 820, e, na verdade, tem uma densidade maior de pixels maior do que a do 720. A tela sensível ao toque é projetada para ser sensível o suficiente para que se possa usá-lo com luvas ou com as unhas.
Além da tela frontal do telefone ele contém os botões de Voltar, Iniciar e Pesquisa padrão do Windows Phone 8 juntamente com um alto-falante. A parte traseira abriga uma única câmera com sensor de 5 MP com foco automático e captura em dois estágios, mas com nenhum LED. Os lados do telefone também possuem características padrões do Windows Phone, como exigido pela Microsoft – teclas de volume, tecla de câmera, tecla de força/bloqueio, conector de 3,5 mm para fones de ouvidos e micro-USB, que também é usado para fins de carregamento. O telefone não tem uma câmera frontal ou uma bússola digital. O Lumia 520 vem com 8 GB (8 × 230 bytes) de armazenamento interno com cerca de 3 GB do armazenamento ocupado pelo sistema operacional.
O Lumia 520 tem uma bateria de mAh 1430, que é maior do que a bateria do Lumia 620 de mAh 1300. O 520 é também mais fino e mais leve que o 620, mas ao mesmo tempo mais longo e mais largo devido à sua tela maior. Para reduzir os custos de produção, o 520 não tem visor com Nokia ClearBlack, câmera frontal, NFC, câmera com flash e bússola.

### Nokia Lumia 525
O Nokia Lumia 525 foi lançado como o sucessor do Nokia Lumia 520 com quase as mesmas especificações e aparência. O Lumia 525 duplica a RAM de 512 MB para 1 GB, portanto, tornando-o compatível com jogos mais exigentes e aplicativos. A capa traseira agora também é brilhante, em vez de fosco. Ele é oferecido nas cores pretas, brancas, laranja e amarelas, que podem ser trocadas através de capas removíveis.

## Software
O Lumia 520 vem com o Microsoft Windows Phone 8, bem como o software exclusivo Nokia Mix Radio e HERE Mapas (com navegação curva a curva, navegação por mapas offline e informações de trânsito). O Lumia 520 recebeu a atualização de software Lumia Amber, em meados de 2013, o que trouxe várias correções de bugs e melhorias, incluindo a capacidade de capturar imagens mais estáveis e a atualização Lumia Black no final de 2013. O Lumia 520 é capaz de atualizar para o Windows Phone 8.1 na última atualização de firmware recente, Lumia Denim.

## Recepção
A CNET chamou o Lumia 520 "tremendo valor em um dispositivo fácil de usar"; e disse que seu variante, o Lumia 521, "embora ele não tenha suporte 4G LTE, o Nokia Lumia 521 por $150 ainda lhe dá uma quantia do seu dinheiro. O preço é absolutamente a proposta de valor principal deste telefone, mas no essencial tudo parece funcionar, o hardware é robusto, e a câmara é muito melhor do que a média."
O preço do Lumia 520 foi reduzido para US$ 50 nos Estados Unidos e £70 no Reino Unido para a temporada de Natal de 2013.

## Limitação
Semelhante a outros telefones de orçamento como o Lumia 620 e Lumia 720, ele só tem 512 MB de RAM, metade de RAM dos primeiros dispositivos com Windows Phone 8, fazendo com que certos aplicativos e recursos não executem. Em 27 de novembro de 2013, o Nokia Lumia 525 foi anunciado em Singapura. Ele aumenta a memória RAM de 1 GB para permitir que todos os recursos do Windows Phone e aplicativos sejam executados.

## Variantes
Uma variante especial, o Nokia Lumia 521, foi criada pela T-Mobile dos Estados Unidos. O 521 é ligeiramente mais longo do que a 520, 124.0 mm (contra 119.9 mm), acessórios como estojos e protetores de tela fabricadas para o 520 não se encaixam no 521. A primeira versão de varejo do Nokia Lumia 521 foi lançado em 27 de abril de 2013.
| Modelo                    | RM-913                                     | RM-914                                     | RM-915                                     | RM-917                                     |
| ------------------------- | ------------------------------------------ | ------------------------------------------ | ------------------------------------------ | ------------------------------------------ |
| Países                    | China                                      | Internacional                              | nenhum                                     | Estados Unidos                             |
| Operadoras                | China Mobile                               | nenhum                                     | nenhum                                     | T-Mobile, MetroPCS                         |
| 2G                        | Quad-band GSM/EDGE (850/900/1800/1900 MHz) | Quad-band GSM/EDGE (850/900/1800/1900 MHz) | Quad-band GSM/EDGE (850/900/1800/1900 MHz) | Quad-band GSM/EDGE (850/900/1800/1900 MHz) |
| 3G                        | TD-SCDMA 1900/2000 MHz                     | 900/2100 MHz                               | 850/1900/2100 MHz                          | 850/AWS/1900                               |
| Velocidade máxima de rede | HSPA+: 21 Mbit/s                           | HSPA+: 21 Mbit/s                           | HSPA+: 21 Mbit/s                           | HSPA+: 21 Mbit/s                           |